# Aglaophamus gippslandicus
Aglaophamus gippslandicus är en ringmaskart som beskrevs av Rainer och Anne D. Hutchings 1977. Aglaophamus gippslandicus ingår i släktet Aglaophamus och familjen Nephtyidae. Utöver nominatformen finns också underarten A. g. bisectus.